# Pierre Fournier
Pierre Fournier   (15è districte de París, 24 de juny de 1906 - Ginebra, 8 de gener de 1986) fou un violoncel·lista francès. Va ser un dels grans noms francesos del violoncel, al costat de Maurice Maréchal, Paul Tortelier, Maurice Gendron, André Navarra i Pierre Penassou.

## Biografia
Net de l'escultor Léopold Morice (estàtua a la plaça de la República, àngels al pont Alexandre-III), fill del general d'exèrcit Gaston Fournier i Gabrielle Morice, Pierre Fournier va començar els seus estudis musicals amb la seva mare que li va ensenyar música i piano. Tanmateix, patint de poliomielitis, posteriorment va tenir dificultats per accionar els pedals i va haver de recórrer a un altre instrument: el violoncel. Inicialment va estudiar amb Odette Krettly, la germana de Robert Krettly, va progressar molt ràpidament i va ingressar al Conservatori de París als tretze anys a la classe de violoncel de Paul Bazelaire, després la d'Anton Hekking. Hi va guanyar el seu primer premi l'any 1923, quatre anys després de la seva entrada. Durant els seus anys al Conservatori, també va estudiar música de cambra amb Camille Chevillard i Lucien Capet.
Després del seu premi, va començar a actuar als cinemes (acompanyament de pel·lícules mudes) i als quioscos. És notablement el col·lega al "Théâtre du Vieux-Colombier" d'Arthur Honegger que toca la bateria. També va tocar al "Krettly Quartet" de 1923 a 1928, amb qui va crear notablement el "Gabriel Fauré Quartet". Va començar la seva carrera com a solista l'any 1925 a l'orquestra de concerts Colonne.
Va ensenyar durant dos anys (del 1937 al 1939) a l'École Normale de Musique de París, succeint a Pau Casals. Alfred Cortot i Jacques Thibaud el van trucar l'any 1943 per unir-se a ells en el seu famós trio. Casals, que s'havia refugiat a Prades, ara es negaba a tocar. El 1941 va ser nomenat professor de violoncel al Conservatori de París, on va denunciar els estudiants jueus. La depuració d'artistes després de la Segona Guerra Mundial li va valer la prohibició de concerts de tres anys per haver gravat nombroses emissions per a Ràdio París. Malgrat això, va reprendre la seva carrera com a solista i músic de cambra: amb el pianista Artur Schnabel, el violinista Joseph Szigeti i el violista William Primrose, va fer una important gira pels Estats Units l'any 1948. L'èxit d'aquesta gira el va fer animar a que renunciés a la seva activitat docent al Conservatori (1949) i augmentar els seus compromisos.
L'any 1956, Pierre Fournier es va traslladar de París, instal·lant-se a Suïssa (a Ginebra) amb tota la seva família. Però no abandona la ciutadania francesa. El 1959 va debutar a l'URSS, a Moscou, on va interpretar la majoria dels concerts més importants del repertori. A partir de 1976 va reprendre les activitats docents, sobretot a Zuric, durant les sessions d'estiu.
L'ultima trobada oficial, l'any 1984 en un recital al Queen Elizabeth Hall de Londres: llavors tenia 78 anys. Va morir dos anys més tard, sel 1986, a Ginebra.
Al llarg de la seva vida, Fournier va tocar tres violoncels: un Jean-Baptiste Vuillaume del 1863, un Matteo Goffriller del 1722 i un Charles Adolphe Maucotel del 1849. El Maucotel va ser l'instrument dels darrers divuit anys de la seva vida, amb el qual va fer tota els enregistraments.

## Divers
Entre els innombrables artistes amb els quals haurà tocat Fournier, esmentem els noms de Wilhelm Kempff, Julius Katchen, Henryk Szeryng, Sviatoslav Richter, David Oïstrakh, Francis Poulenc, Zino Francescatti, Wilhelm Furtwängler, Leopold Stokowski, Herbert von Karajan, Rafael Kubelik, Sergiu Celibidache, Friedrich Gulda o Arthur Rubinstein. Va tenir com a estudiant, sobretot Carlos Prieto.
També va tocar i enregistrar cap al final de la seva vida amb el seu fill Jean-Pierre, un pianista famós amb el nom de Jean Fonda. El seu germà Jean Fournier també era músic (violinista). La seva dona, Ginette Doyen, era una pianista de renom.
El repertori de Fournier va cobrir totes les èpoques, des del barroc fins a la música contemporània, inclosa la clàssica (va ser un dels primers a restaurar el Concert per a violoncel en re major de Haydn). Molts compositors de la seva època li van dedicar obres: Francis Poulenc la seva Sonata per a violoncel (1948), Bohuslav Martinů la seva primera sonata (1940), Albert Roussel, Arthur Honegger (1939), Othmar Schoeck (1947), Jean Martinon (1963), Frank Martin (1965-1966) els seus concerts així com Cemal Reşit Rey (1954) les seves Pieces Concertantes. El 1937 també va crear el Concertino d'Albert Roussel i el 1955 la segona versió del Concert de Bohuslav Martinů.
En el marc del "Concurs Internacional de Violoncel Rostropovitch" organitzat per la ciutat de París, s'atorga un premi especial Pierre Fournier a la millor interpretació de l'obra del segle XIX.
Pierre Fournier va ser oficial de la Legió d'Honor, oficial de l'Orde de les Arts i les Lletres i comandant de l'orde de Léopold II.

## Discografia
- Jean-Sébastien Bach – 6 suites per a violoncel sol BWV 1007–1012 (6 suites per a violoncel sol / 6 suites per a violoncel sol / 6 suites per a violoncel sol) – Pierre Fournier, violoncel (enregistrament: Karl-Heinz Schneider / Heinz Wildhagen; Hall Beethoven, Hannover, Alemanya; desembre de 1960; ℗ 1961 Polydor (3 LPs – reeditat internacionalment el 10 de febrer de 2017 – 0289 479 6963 1);[3] © 1996 Deutsche Grammophon / Archiv Produktion (00289 7DD247772) processament de bits) 2h18:42 (61:05 + 77:37)) (Suite núm. 1 en sol major, BWV 1007 (18:45), suite núm. 2 en re menor, BWV 1008 (19:04), Suite núm. 3 en do major, BWV 1009 (23:04), suite núm. 4 en mi bemoll major, BWV 1010 (25:28), suite núm. 5 en do menor, BWV 1011 (24:51) , suite Núm. 6 En re major, BWV 1012 (27:03))[4][5]

## Cites
- Es diu que Maurice Maréchal va dir de Fournier quan sortia del Conservatori que era "el violoncel·lista del futur".
- Després d'un recital de Paul Tortelier, Pierre Fournier li va dir: "Paul, m'agradaria tenir la teva mà esquerra!" I Tortelier va respondre: "Pierre, m'agradaria tenir el teu braç dret!" De fet, Fournier era famós pel virtuosisme i la facilitat amb què manejava l'arc.
- Colette va dir de Pierre Fournier que "cantava millor que qualsevol cosa que canta".
- Mstislav Rostropovitch, amb motiu de la celebració del setanta-cinquè aniversari de Pierre Fournier, el 1981, el va anomenar "[el seu] amic, [el seu] ídol i [el seu] déu".
- Entre els diferents qualificatius aplicats a Fournier, encara trobem el príncep dels violoncel·listes, o l'aristòcrata del violoncel.